# Улица Исенова
Улица Мухамбета Исенова (каз. Мұхамбет Исенов көшесі) — одна из основных улиц исторического района Старый Гурьев в центральной части казахстанского города Атырау, проходит через кварталы сохранившейся дореволюционной застройки, на ней расположено несколько памятников архитектуры.
Улица начинается у неблагоустроенного участка берега реки Урал и проходит с севера на юг параллельно улицам Айтеке би и Балгимбаева, пересекая улицы Афанасьева и Досымова, проспект Бейбарыса, улицы Казирета и Досмухамедова и Жансугурова. Заканчивается пересечением с улицей Шевченко.

## История
В советский период улица носила имя предводителя восстания казаков и крестьян Степана Разина. В период независимости Казахстана была переименована в честь почётного гражданина Атырау Мухамбета Айтуевича Исенова, занимавшего должность первого секретаря Гурьевского обкома Компартии Казахской ССР в 1960-х. Точная дата переименования неизвестна.

## Застройка
- дом 48 —  памятник архитектуры здание общественного фонда «Болашак-К» (конец XIX в. — начало XX вв.)[4]

В данный момент среди зданий, расположенных на улице Исенова, статус памятника регионального значения имеет лишь одно — дом № 42. По результатам обследования, проведённого Центром исследования историко-культурного наследия летом 2023 года, вскоре такой статус получат ещё шесть построек (№№ 20, 26/2, 52, 49, 59, 61).

## Транспорт
По улице Исенова движения общественного транспорта нет. Ближайшие автобусные остановки расположены на улице Пушкина, проходящей параллельно улице Исенова в 150 метрах к западу от неё.